# SK-Babies
SK-Babies (titolo alternativo: u18 - Jungen Tätern auf der Spur) è una serie televisiva tedesca di genere poliziesco, ideata da Philipp Moog, Frank Röth, Hanne Weyh, Thomas Brandt e Benvolio Zorn e prodotta dal 1996 al 1999 da Polyphon Film- und Fernsehgesellschaft.. Interpreti principali sono Fabian Harloff, Michael Deffert, Raffaello Kramm, Türkiz Talay e Susann Uplegger: Michaela.
La serie, trasmessa in prima visione dall'emittente RTL Television, si compone di 3 stagioni, per un totale di 49 episodi, della durata di 45 minuti ciascuno. Il primo episodio, intitolato Countdown, fu trasmesso in prima visione il 14 maggio 1996.

## Trama
Protagonista delle vicende è una squadra di poliziotti di Colonia, che si occupa di crimini che coinvolgono minori.

## Episodi
| Stagione         | Puntate | Prima TV Germania | Prima TV Italia |
| ---------------- | ------- | ----------------- | --------------- |
| Prima stagione   | 14      | 1996              | inedita         |
| Seconda stagione | 19      |                   |                 |
| Terza stagione   | 16      |                   |                 |